# Adrie Crul
Adrie Johannes Thommy Wilhelmus Franciscus Marie Crul (Griendtsveen, 11 maart 1910 – Raamsdonksveer, 16 februari 1965) was een Nederlands politicus.
Hij werd geboren in de Limburgse gemeente Horst als zoon van Johannes Jacobus Crul (1882-1944) en Johanna Koremans (1874-19??). In 1932 is hij aan de Rijksuniversiteit Utrecht afgestudeerd in de Indologie. Daarna vertrok hij naar Nederlands-Indië en begin 1933 ging hij als administratief ambtenaar werken bij de residentie Sumatra Westkust. Vanaf 1936 was hij als controleur werkzaam in de residentie Riouw en Onderhorigheden en drie jaar later werd hij bevordert tot controleur 1e klasse bij het gouvernement Sumatra. Een jaar daarna kwam hij te werken bij het gouvernement Borneo. Terug in Nederland werd hij eind 1946 benoemd tot burgemeester van Made en Drimmelen. Tijdens dat burgemeesterschap overleed hij in 1965 op 54-jarige leeftijd in het St. Theresia-ziekenhuis in Raamsdonksveer.